# 刘同德 (1964年)
刘同德（1964年11月—），男，汉族，山东莱西人，中华人民共和国政治人物，青海省人大常委会副主任，中国国民党革命委员会中央委员会常务委员，青海师范大学原校长，第十三届全国政协委员。